# フェルナン・アラール・ロリヴィエ
フェルナン・アラール・ロリヴィエ（Fernand Allard l'Olivier）として知られるフローラン＝ジョゼフ＝フェルナン・アラール（Florent-Joseph-Fernand Allard、1883年7月12日 - 1933年6月9日）はベルギーの画家、イラストレーターである。1920年代後半にベルギー領コンゴを訪れ、アフリカの風物を描いた作品を描いたことなどで知られる。

## 略歴
トゥルネーで生まれた。父親のシャルル・アラール(Charles Allard: 1860-1921)はトゥルネーで美術出版を営む一族の出身で、トゥルネーの美術学校で教えていた。弟のジェームズ・アラール(James Allard: 1890-1974)は建築家になった。
14歳でシント＝ヤンス＝モーレンベークの印刷工房、Imprimerie Van Campenhoutで働き始めた。1901年にパリに移り。私立の美術学校、アカデミー・ジュリアンで、ウィリアム・アドルフ・ブグローやジャン＝ポール・ローランスに学んだ。アラール・ロリヴィエはアカデミック美術の絵画よりもこのころ労働者階級の人々を描いていたジュール・アドレール(1865-1952)の影響を受けて、一般の人々を描くようになった。展覧会に出展するようになった時、人気のあった小説家だった母方の祖母、ポーリーン・ロリヴィエ(Pauline L'Olivier)の姓を付加してペンネームにした。初期の作品はヌードを描いたものが多かった。
1912年に書店の娘と結婚し、翌年、後に文学者として知られるようになるアンドレ・アラール・ロリヴィエ(André Allard l'Olivier: 1913-1985)が生まれた。
第一次世界大戦が始まると、ベルギー陸軍の兵士に志願したが召集されることはなく、1916年からベルギー陸軍のカモフラージュ業務につき、その後、陸軍の陸軍戦争画家部門に配属され、2年間、デ・パンネの基地から、前線の塹壕に出て戦場をスケッチし戦争画を描いた。戦争が終わった後の1920年に家族とブリュッセルに移り、その年素描集「Alphabet de guerre（戦争のアルファベット）」を出版した。パリのサロンには1928年まで出展した。
1920年代に何度か、アフリカなど各地を旅した。1923年にチュニジアを旅し、1926年はポーランドのウッチで装飾画を描いた。1928年に映画製作者のエルネスト・ジャンヴァル(Ernest Genval)に招待されてベルギー領コンゴに旅した。この旅は、帰国後、コンゴで描いた作品の展示会を開くことを条件に植民地省から資金を得ることができた。現在のタンザニアのダルエスサラームでジャンヴァルと合流し、現在のコンゴ、カタンガ州に旅し、そこに工房を開き、地域の風物を描き、民芸品を収集し、ベルギーでの展覧会の準備をした。
1931年の世界恐慌は美術界にも影響を与え、大規模な展覧会の計画は中止された。アラール・ロリヴィエは再びコンゴへ旅することにして、1932年の後半、船でコンゴ川を通って、マタディに上陸し、コンゴ西部のこれまで訪れていなかった場所を旅した後、1933年1月にはレオポルドビルに到着した。4月までにコンゴのブカヴとレオポルドビルで開く予定の展示会のために十分な数の作品を制作した。
1933年コンゴ川を船で移動する途中、キサンガニ近くのYanongéで水難事故にあって亡くなったと伝えられる。50歳になる少し前であった。

## 作品

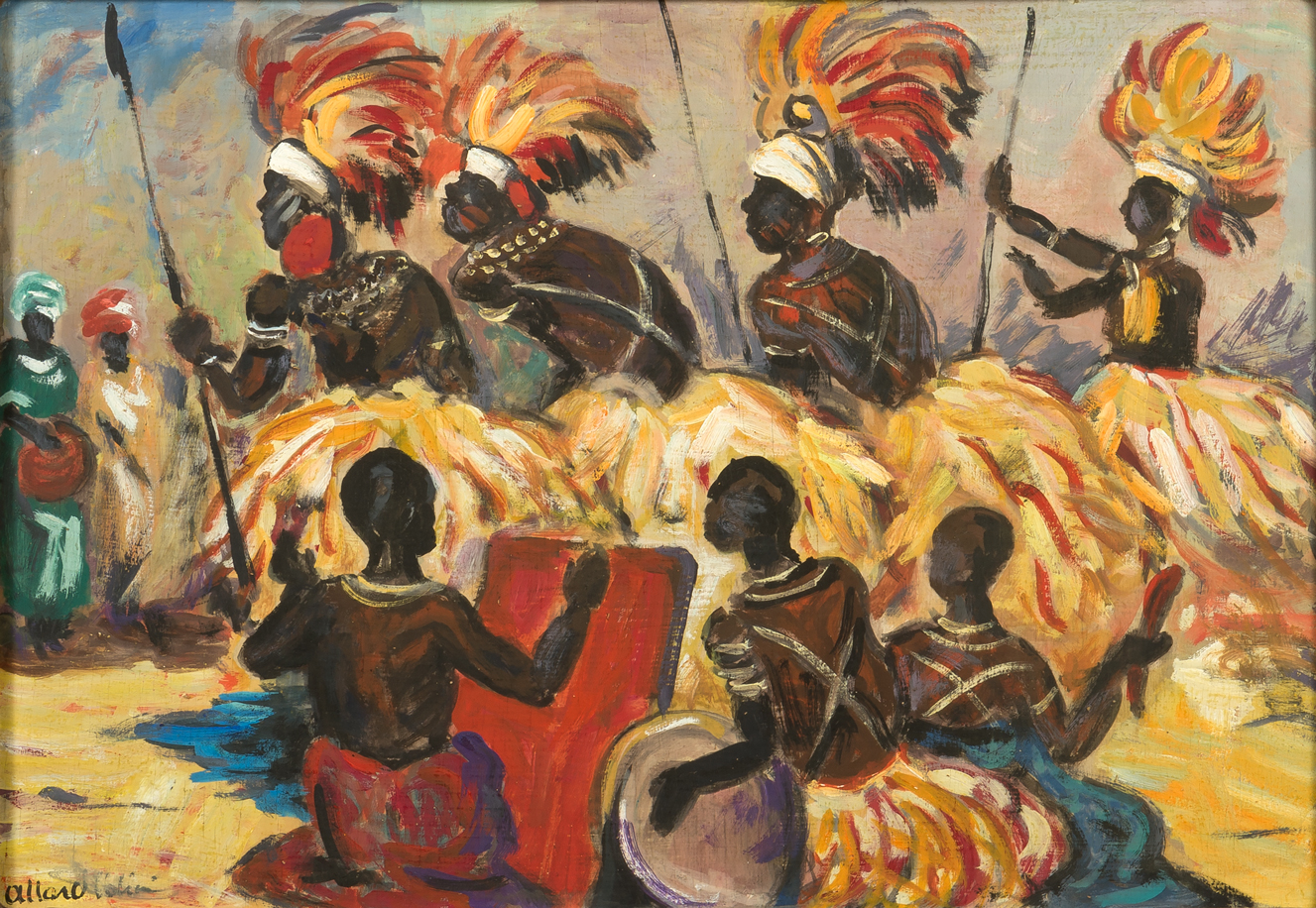
アフリカの情景(c.1828)
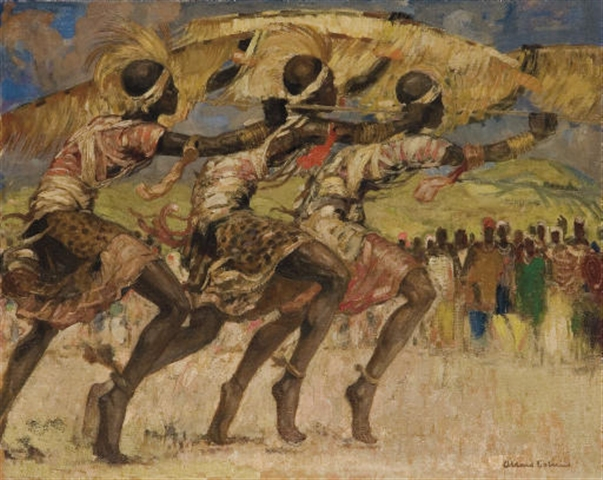
ムシンガの競走
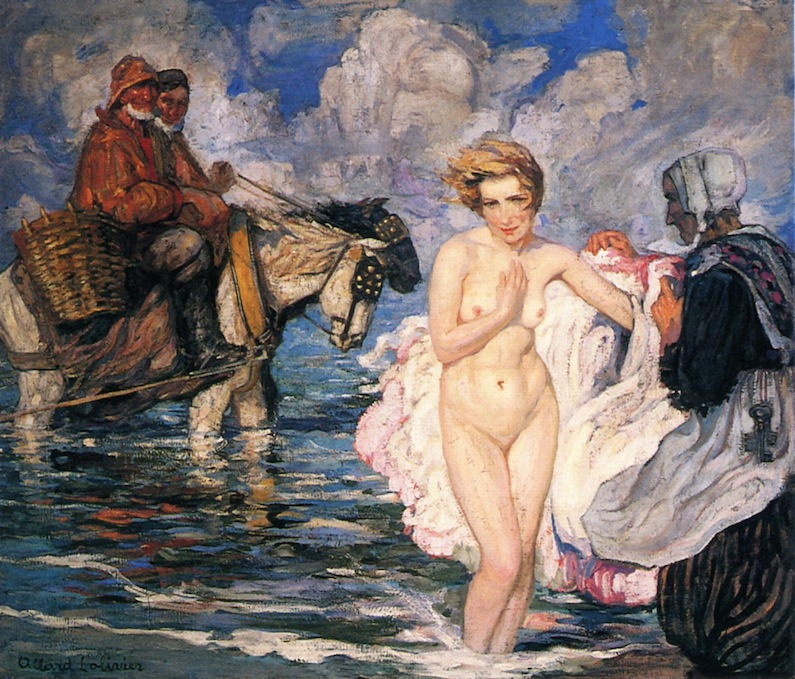
Bather in the North Sea(c.1910)

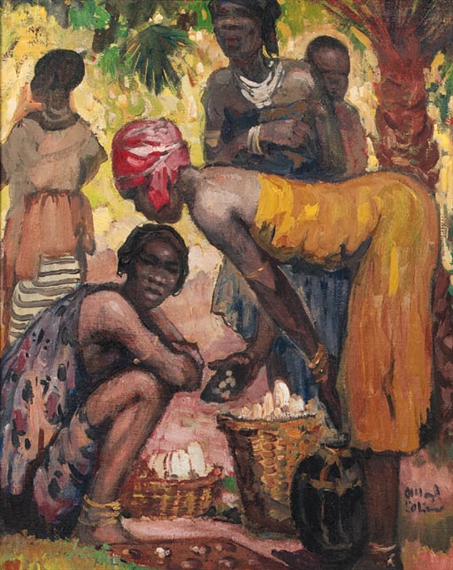
市場
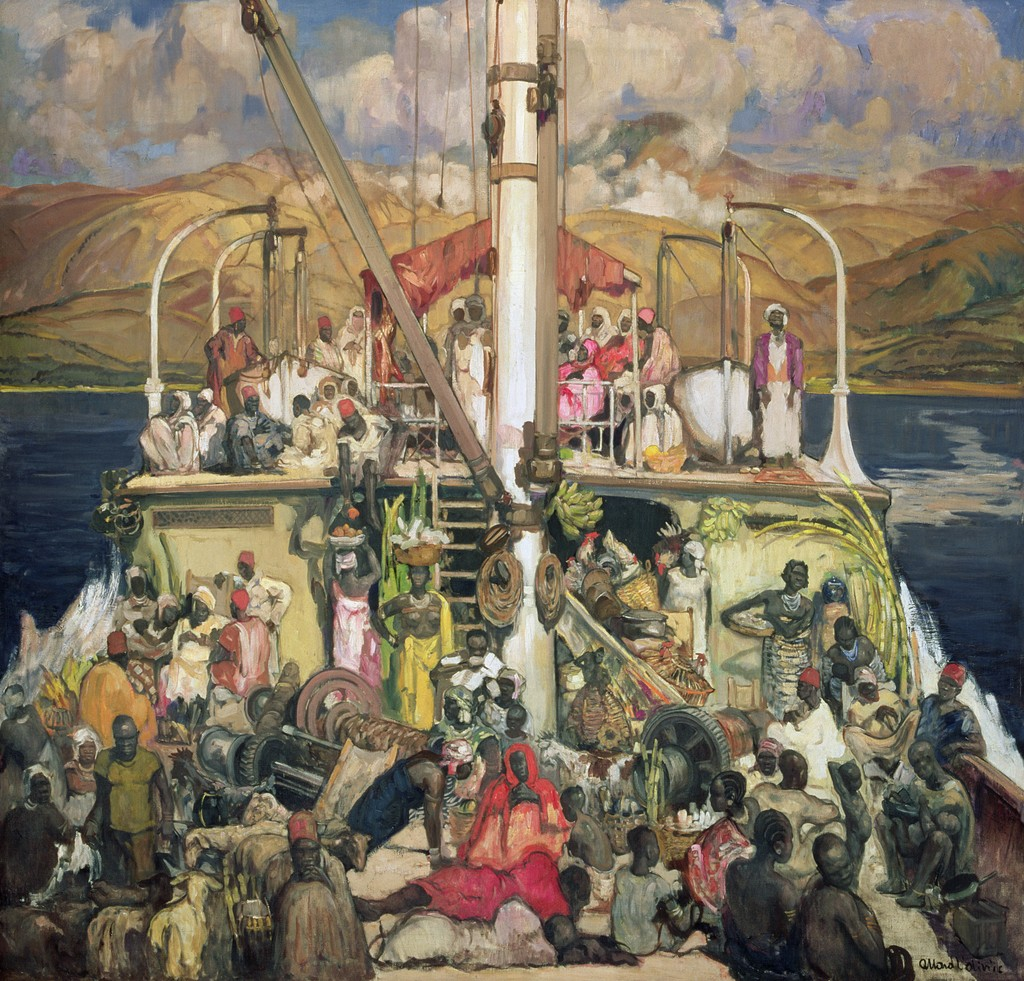
フェリー
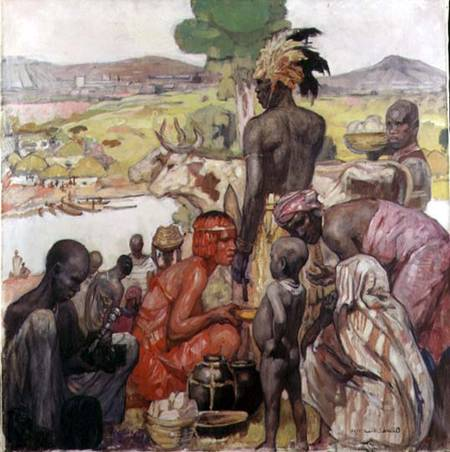
マタディの風景 (c.1930)
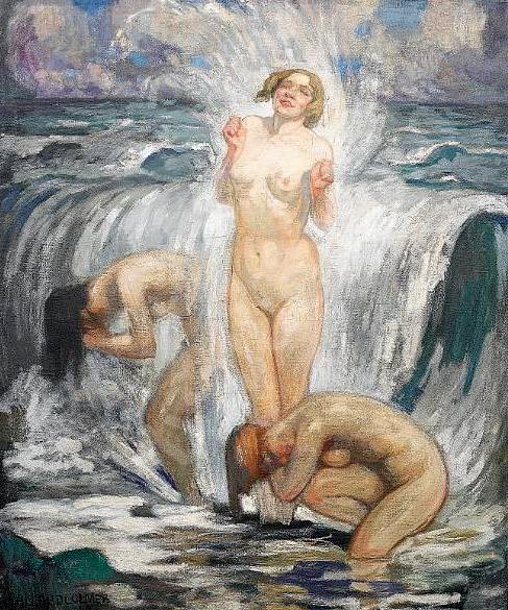
水浴びする女性たち(c.1900)